# رودريغو غارسيا (مخرج مسرحي)
رودريغو غارسيا (بالإسبانية: Rodrigo García)‏ (و. 1964  م) هو مخرج مسرحي، وكاتب مسرحي، ومؤلف من الأرجنتين، وإسبانيا، ولد في بوينس آيرس.